# Эстонская беконная свинья
Эстонская беконная порода (эст. Eesti peekon) — порода домашних свиней беконного (мясного) направления продуктивности, выведенная в Эстонии путём скрещивания местных длинноухих свиней с хряками пород крупная белая, датский ландрас, немецкой и улучшенной финской пород. Утверждена в 1961 году. Отличается от классических ландрасов более крепким сложением и высоким выходом беконных туш. Масса тела хряков (в возрасте 36 месяцев) более 320 кг, свиноматок более 240 кг. В советское время помимо Эстонии разводилась в Белорусской ССР, РСФСР, Молдавской и Казахской ССР. Широко используется при скрещивании как отцовская, а в Эстонии и как материнская порода.

## Описание
Крепко сложённая, но при этом достаточно тонкокостная свинья белой масти с розоватой кожей, иногда с мелкими пигментными пятнами, внешне похожая на представителей датской породы ландрас, но с несколько более длинным и крепким телом. Кожа эластичная с блестящей щетиной. Голова среднего размера с прямым или немного вогнутым профилем и большими свисающими ушами, направленными вперёд. Шея средней длины, плавно переходящая в холку. Грудь широкая и глубокая, туловище длинное, спина длинная и широкая. Линия живота прямая, круп широкий, прямой, мускулистый. Вымя и соски (обычно от 12 до 16) хорошо развитые. Ноги крепкие и низкие с выполненными окороками.
По данным на начало 1990-х годов, живая масса хряков в возрасте 36 месяцев составляла в среднем 323 кг при длине туловища 186 см. Живая масса свиноматок составляла 244 кг при длине тела 170 см. Многоплодие свиноматок — 11,1 головы, молочность — 56 кг, масса гнезда в два месяца — 176 кг. Для рекордистов эти показатели существенно выше: у рекордистки 1987 года, свиноматки Крыыт 7490 (колхоз «Суйгу» Пярнуского района) многоплодие составляло 13,3 головы, у более ранней рекордистки Крыыт 3516 из того же колхоза многоплодие составляло 13 голов, а масса гнезда в два месяца — 245 кг. Время достижения потомством массы 100 кг у Крыыт 7490 составляло 180, а у Крыыт 3516 — 171 день; толщина шпика у потомства, соответственно, 25 и 29,4 мм. Суточный прирост живой массы подсвинков от 700 до 750 г при расходе 3,7—3,8 кормовой единицы на 1 кг добавочного веса. Свиноматки отличаются хорошо развитым материнским инстинктом.
Мясная туша с равномерно распределённой тонкой прослойкой шпика, особо хорошо развиты филейная часть и задняя треть туши. Толщина шпика в районе 6—7-го грудного позвонка от 3,2 до 3,5 см. Выход беконных туш по сравнению с породой ландрас в начале 1990-х годов был выше на 29,5 %, толщина шпика меньше на 8 мм. Белково-качественный показатель (соотношение триптофан/гидроксипролин) также превосходил аналогичный показатель у ландрасов — 6,32 против 4,97.

## История разведения
Порода выводилась начиная с 1926 года в суверенной Эстонии, а затем в Эстонской ССР. Получена путём сложного скрещивания местных длинноухих свиней с хряками пород крупная белая, датский ландрас, немецкой и финской улучшенной пород. Наиболее значительное влияние на формирование окончательного вида новой породы оказала порода ландрас.
Эстонская беконная порода официально утверждена в 1961 году. По ряду показателей она превосходит классических ландрасов. Помимо увеличения размеров и более крепкой конституции, а также лучших диетических характеристик мяса, свиньи породы эстонская беконная (по данным на середину 1970-х годов) демонстрировали более быстрый набор массы (масса 100 кг достигалась на 6 дней быстрее) и затратам на набор 1 кг веса (на 0,19 кормовой единицы).
Поголовье породы составляло в 1964 году 102 тысячи особей, в 1969 году 81 тысячу, в 1980 году 198 тысяч и в 1985 году 261 тысячу особей. К 1990 году поголовье эстонских беконных свиней составляло 183 тысячи особей, в том числе свыше 125 тысяч чистопородных. Генеалогическая структура породы включала 14 линий хряков и свыше 30 семейств свиноматок. Порода разводилась в племенном совхозе и на более чем 30 племенных фермах в Эстонии, на племенном заводе «Новый двор» (Гродненская область Белорусской ССР), а также на племенных фермах в Молдавской и Казахской ССР и в 9 областях и краях РСФСР. В начале XXI века эстонская беконная свинья районирована в странах Прибалтики, России и Молдавии, составляя 0,6 % от общего поголовья свиней, разводимых в странах СНГ.
Порода широко используется при скрещивании в качестве отцовской, а в Эстонии и в качестве материнской. При промышленном скрещивании с другими породами у гибридов первого поколения наблюдается сильно выраженный эффект гетерозиса — среднесуточный прирост веса возрастает на 57—85 г, сроки достижения массы 100 кг укорачиваются на 8—13 дней, на 0,2—0,4 кормовой единицы снижаются затраты корма на 1 кг прироста.